# 中共中央、国务院关于近期做几件群众关心的事的决定
《中共中央、国务院关于近期做几件群众关心的事的决定》，简称“关于近期做几件群众关心的事的决定”，是1989年7月27日至28日在北京中南海怀仁堂召开的中国共产党第十三届中央政治局全体会议讨论并通过的一份决定。这份文件要求制止高干子女经商、取消特供食品、限制三公经费和查处贪污、受贿，但截至2010年代初，其在印发二十余年后仍未得到落实。

## 背景
六四事件后期，邓小平提出组成一个实行改革的有希望的领导集体，向人民作出交代。主要有两条：

“第一，要改换领导层。新的中央领导机构要使人民感到面貌一新，感到是一个实行改革的有希望的领导班子。这是最重要的一条。这是向人民亮相啊！人民是看实际的。如果我们摆一个阵容，使人民感到是一个僵化的班子，保守的班子，或者人民认为是个平平庸庸体现不出中国前途的班子，将来闹事的情形就还会很多很多，那就真正要永无宁日。这次事情总的说还没有完啊！目前学生还没有上课，就是上了课，也还会上街。肯定的一点是，不论工人也好，农民也好，知识分子也好，学生也好，还是希望改革的。这次什么口号都出来了，但是没有打倒改革的口号。不过，某些人所谓的改革，应该换个名字，叫作自由化，即资本主义化。他们“改革”的中心是资本主义化。我们讲的改革与他们不同，这个问题还要继续争论的。总之，有一个新的改革的面貌，是确定新班子成员的一个十分重要的问题。不是九分九，而是十分重要的问题。我们要看到这个大局。
第二，要扎扎实实做几件事情，体现出我们是真正反对腐败，不是假的。本来我们就是要反对腐败的。对腐败的现象我也很不满意啊！反对腐败，几年来我一直在讲，你们也多次听到我讲过，我还经常查我家里有没有违法乱纪的事。腐败的事情，一抓就能抓到重要的案件，就是我们往往下不了手。这就会丧失人心，使人们以为我们在包庇腐败。这个关我们必须过，要兑现。是一就是一，是二就是二，该怎么处理就怎么处理，一定要取信于民。腐败、贪污、受贿，抓个一二十件，有的是省裡的，有的是全国范围的。要雷厉风行地抓，要公布于众，要按照法律办事。该受惩罚的，不管是谁，一律受惩罚。
……”

第十三届中共中央政治局为了应对社会普遍存在的腐败等现状而做出的决定。

## 内容
《关于近期做几件群众关心的事的决定》文件内容共七条，对于各种贪污腐败、滥权行为作出规定和禁止：

一、进一步清理整顿公司；

二、坚决制止高干子女经商；

三、取消对领导同志少量食品的“特供”；

四、严格按规定配车，禁止进口小轿车；

五、严格禁止请客送礼；

六、严格控制领导干部出国；

七、严肃认真地查处贪污、受贿、投机倒把等犯罪案件，特别要抓紧查处大案要案。

## 后续措施和影响
1989年下半年，中共中央办公厅、国务院办公厅根据此决定，陆续出台了《关于在国内公务活动中严禁用公款宴请和有关工作餐的规定》《关于严格控制领导干部出国访问的规定》《关于中央党政机关汽车配备和使用管理的规定》等规定，是对公费旅游、公车消费、公款吃喝等三公经费做出限制的较早的几部“红头文件”。
在这份文件出台后的20余年中，中共中央办公厅、国务院办公厅、中国共产党中央纪律检查委员会、中共中央组织部多次发布意见、规定、通知来落实这一决定。1999年，中共中央办公厅印发《关于加强党政机关县（处）级以上领导干部出国（境）管理工作意见》。2004年中国共产党中央纪律检查委员会发布《关于进一步加强党员干部出国（境）管理的通知》。2008年，中共中央办公厅、国务院办公厅印发《关于进一步加强因公出国（境）管理的若干规定》。2009年，中共中央办公厅、国务院办公厅又印发《关于坚决制止公款出国（境）旅游的通知》。然而，包括高干子女经商和公费旅游、公车消费、公款吃喝等三公经费等群众不满的行为仍未得到根本禁止，而部分国企单位基层员工的基本福利却遭到制止。